# Ranapur
Ranapur è una suddivisione dell'India, classificata come nagar panchayat, di 10.617 abitanti, situata nel distretto di Jhabua, nello stato federato del Madhya Pradesh. In base al numero di abitanti la città rientra nella classe IV (da 10.000 a 19.999 persone).

## Geografia fisica
La città è situata a 22° 38' 60 N e 74° 31' 60 E e ha un'altitudine di 369 m s.l.m..

## Società

### Evoluzione demografica
Al censimento del 2001 la popolazione di Ranapur assommava a 10.617 persone, delle quali 5.483 maschi e 5.134 femmine. I bambini di età inferiore o uguale ai sei anni assommavano a 1.707, dei quali 898 maschi e 809 femmine. Infine, coloro che erano in grado di saper almeno leggere e scrivere erano 6.621, dei quali 3.889 maschi e 2.732 femmine.